# Amalariusz z Metzu
Amalariusz z Metzu (in. Amalaryk z Metzu, zm. 850) – teolog i liturgista chrześcijański z okresu renesansu karolińskiego. Uczeń Alkuina. Słynął z oryginalnych interpretacji liturgii gregoriańskiej.